# Hattie (Elefant)

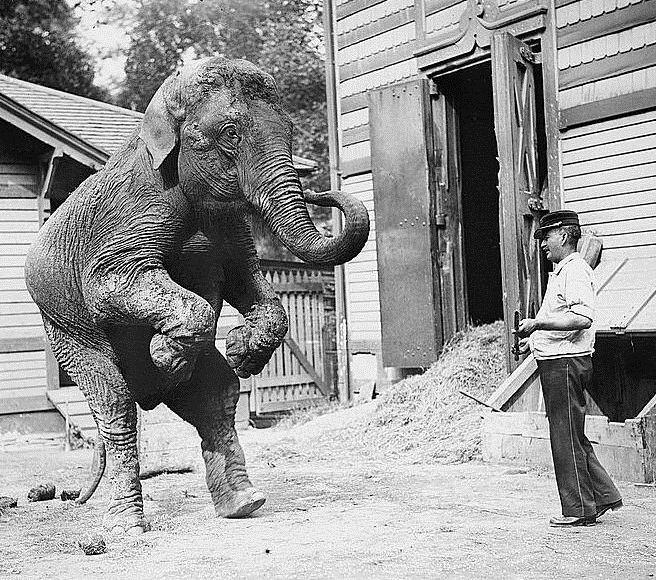
Hattie und Bill Snyder (um 1913)

Hattie († 18. November 1922 in New York City) war ein Elefant im New Yorker Central Park Zoo. Der Publikumsliebling war bekannt für seine Kunststücke und wurde als der „intelligenteste aller Elefanten“ gefeiert.

## Ankunft in New York
Carl Hagenbeck hatte die Elefantenkuh 1903 von Ceylon nach New York gebracht und für 5.000 Dollar an den Central Park Zoo verkauft. Durch ihren Trainer William „Bill“ Snyder, der zuvor beim Zirkus Barnum and Bailey mit Elefanten gearbeitet hatte, lernte Hattie etliche Kunststücke. Bald zog sie Zuschauer in großer Zahl an. Hagenbeck versuchte vergeblich, Hattie zurückzukaufen, um sie nach Hamburg zu bringen.

## Publikumsliebling
In einem Artikel der New York Times vom 19. Juni 1904 wird ausführlich beschrieben, welche Kunststücke Hattie nach nur einem Jahr in New York täglich zeigte. So tanzte Hattie Walzer auf den Hinterbeinen, spielte dazu Mundharmonika, stellte sich tot oder imitierte ein krabbelndes Baby, das „Mama“ ruft. Dazu hatte sie in der kurzen Zeit auch ein ausreichendes Verständnis der Anweisungen des Trainers in englischer Sprache erworben.
Im gleichen Artikel wird Hattie nicht nur als der intelligenteste aller Elefanten bezeichnet, sondern auch als der wertvollste. Hattie war der tierische Star New Yorks.
Ein weiterer Artikel der New York Times vom 14. April 1911 beschreibt humorvoll, wie Hattie mit einer gehörigen Dosis Whiskey von einer Kolik geheilt wurde.

## Erkrankung und Tod
Im November 1922 erkrankte Hattie. Sie brach in ihrem Gehege zusammen und konnte nicht mehr aufstehen. Mit Strohballen wurde versucht, das Tier vor einer Erkältung zu schützen. Gegen die Schmerzen erhielt sie morgens und abends je eine Flasche Whiskey – wohlgemerkt während der Prohibition. Erst am vierten Tag gelang es, Hattie mit Hilfe zweier Kräne und zweier Lastwagen in ihren Stall zu bringen.
Trotz aller Bemühungen starb Hattie am 18. November 1922, fünf Tage nach ihrem Zusammenbruch. Die Öffentlichkeit wurde erst zwei Tage später informiert, nachdem der Körper beseitigt worden war.
Über Hatties Alter gibt es unterschiedliche Angaben. Der Artikel der New York Times über Hatties Tod berichtet, dass sie möglicherweise im Alter von 23 Jahren verstarb, nach anderer Meinung war sie vielleicht aber auch schon 40 Jahre alt.